# İbriktepe
İbriktepe (albanisch Qytezë) ist eine Ortschaft im Landkreis İpsala der Provinz Edirne in der Türkei. Sie befindet sich direkt an der griechisch-türkischen Grenze und liegt 25 Kilometer von İpsala sowie 100 Kilometer von der Provinzhauptstadt Edirne entfernt. Im Jahre 2012 hatte İbriktepe insgesamt 1492 Einwohner.
İbriktepe ist der Geburtsort von Fan Noli, der Gründer der Albanisch-Orthodoxen Kirche und 1924 kurz Ministerpräsident Albaniens war. 1882 hatte der Ort eine albanischsprachige Gemeinde orthodoxen Glaubens. Heute hat İbriktepe deutlich weniger Einwohner als im Jahre 1905. Damals lebten 2320 Albanisch sprechende Menschen orthodoxen Glaubens in Ibriktepe, zudem befand sich die 1837 errichtete Kirche Ayios Yiorgios (griechisch für „St. Georg“) in der Ortschaft. Der armenische Wissenschaftler Sevan Nişanyan zählte die Einwohner zu den Rûm (türkisch für Osmanische Griechen).
Im Januar 2011 wurde als Zeichen der albanisch-türkischen Freundschaft eine Büste von Fan Noli im Ort errichtet. Eingeweiht wurde sie am 6. Januar 2012 zu seinem 130. Geburtstag, anwesend waren unter anderem der albanische Minister Aldo Bumçi, Recep Gürkan, der türkische Parlamentsabgeordnete der Republikanischen Volkspartei, der Kaymakam Mehmet Ali Gürbüz sowie Enver Duran, der Rektor der Universität Thrakien.